# Equipo de Copa Davis de Colombia
El Equipo de Copa Davis de Colombia es el representante de Colombia en la competición internacional de tenis por países conocida como la Copa Davis. Su mejor presentación fue en 1974 donde alcanzó los cuartos de final de la Copa Davis.

## Historia
El combinado colombiano participó por primera vez en el certamen en 1959. Su máximo logro, bajo el viejo sistema, lo obtuvo en 1974 cuando llegó a los cuartos de final, instancia en la que fue derrotado por Sudáfrica. Desde la creación del grupo mundial, en 1981, el mayor logro colombiano fue acceder a los play-offs del grupo mundial en 1981, 2010, 2013, 2014, 2015 y 2017. Sus bestias negras son los equipos brasileño y chileno con ocho derrotas y una victoria. En la actualidad, el combinado Colombiano se ubica como el tercer mejor equipo latinoamericano después de Argentina y Brasil.

## Actualidad
Colombia remontó la ronda contra Ecuador que comenzó con un punto de la mano de Julio César Campozano frente a Robert Farah. Santiago Giraldo puntuó en los dos de individuales y el tándem de dobles hizo también lo propio para que la serie sea ganada por el equipo colombiano. 
Colombia deberá enfrentarse a Brasil en la segunda ronda del Grupo I en la Zona Americana para alcanzar los play-offs del Grupo Mundial. Brasil tiene una ventaja histórica de 7-0 en sus enfrentamientos con su vecino del norte. El último cruce fue en 2009.
Desde el año 2007, Colombia ha logrado mantenerse en el Grupo I de la Zona Americana disputando cinco veces el acceso al grupo mundial en los cuales no ha tenido éxito.

### Plantel 2013
| Jugador              | Individuales | Dobles |
| -------------------- | ------------ | ------ |
| Santiago Giraldo     | 14 - 9       | 0 - 0  |
| Alejandro Falla      | 21 - 6       | 9 - 6  |
| Juan Sebastián Cabal | 6 - 2        | 4 - 4  |
| Robert Farah         | 1 - 3        | 3 - 3  |

### Plantel 2014
| Jugador              | Individuales | Dobles |
| -------------------- | ------------ | ------ |
| Santiago Giraldo     | 17 - 11      | 0 - 0  |
| Alejandro Falla      | 22 - 8       | 9 - 6  |
| Alejandro González   | 2 - 0        | 0 - 0  |
| Juan Sebastián Cabal | 7 - 2        | 6 - 4  |
| Robert Farah         | 1 - 3        | 5 - 3  |

### Plantel 2015
| Jugador              | Individuales | Dobles |
| -------------------- | ------------ | ------ |
| Santiago Giraldo     | 19 - 12      | 0 - 0  |
| Alejandro González   | 3 - 1        | 0 - 0  |
| Juan Sebastián Cabal | 7 - 2        | 7 - 5  |
| Robert Farah         | 1 - 3        | 6 - 4  |

### Plantel 2016
| Jugador              | Individuales | Dobles |
| -------------------- | ------------ | ------ |
| Alejandro Falla      | 0 - 2        | -      |
| Juan Sebastián Cabal | -            | 1 - 1  |
| Santiago Giraldo     | 2 - 2        | -      |
| Robert Farah         | -            | 1 - 1  |
| Alejandro González   | 2 - 0        | -      |

### Plantel 2017
| Jugador              | Individuales | Dobles |
| -------------------- | ------------ | ------ |
| Santiago Giraldo     | 3 - 1        | -      |
| Juan Sebastián Cabal | -            | 3 - 1  |
| Robert Farah         | -            | 3 - 1  |
| Eduardo Struvay      | 0 - 3        | -      |

### Plantel 2018
| Jugador              | Individuales | Dobles |
| -------------------- | ------------ | ------ |
| Santiago Giraldo     | 0 - 1        | -      |
| Juan Sebastián Cabal | -            | 1 - 1  |
| Robert Farah         | -            | 1 - 1  |
| Daniel Elahi Galán   | 3 - 0        | -      |
| Alejandro González   | 2 - 0        | -      |
| Cristian Rodríguez   | 1 - 0        | -      |

## Jugadores
Esta es la lista de jugadores de tenis que representaron a Colombia en un partido oficial de la Davis Cup. Colombia participa en la competición desde 1959.

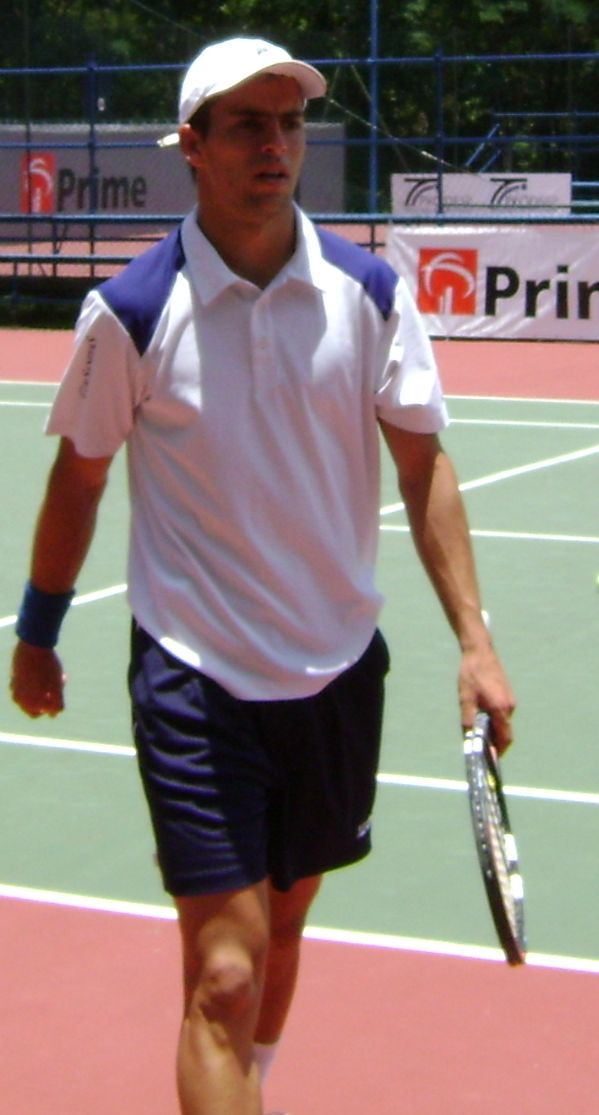
Santiago Giraldo

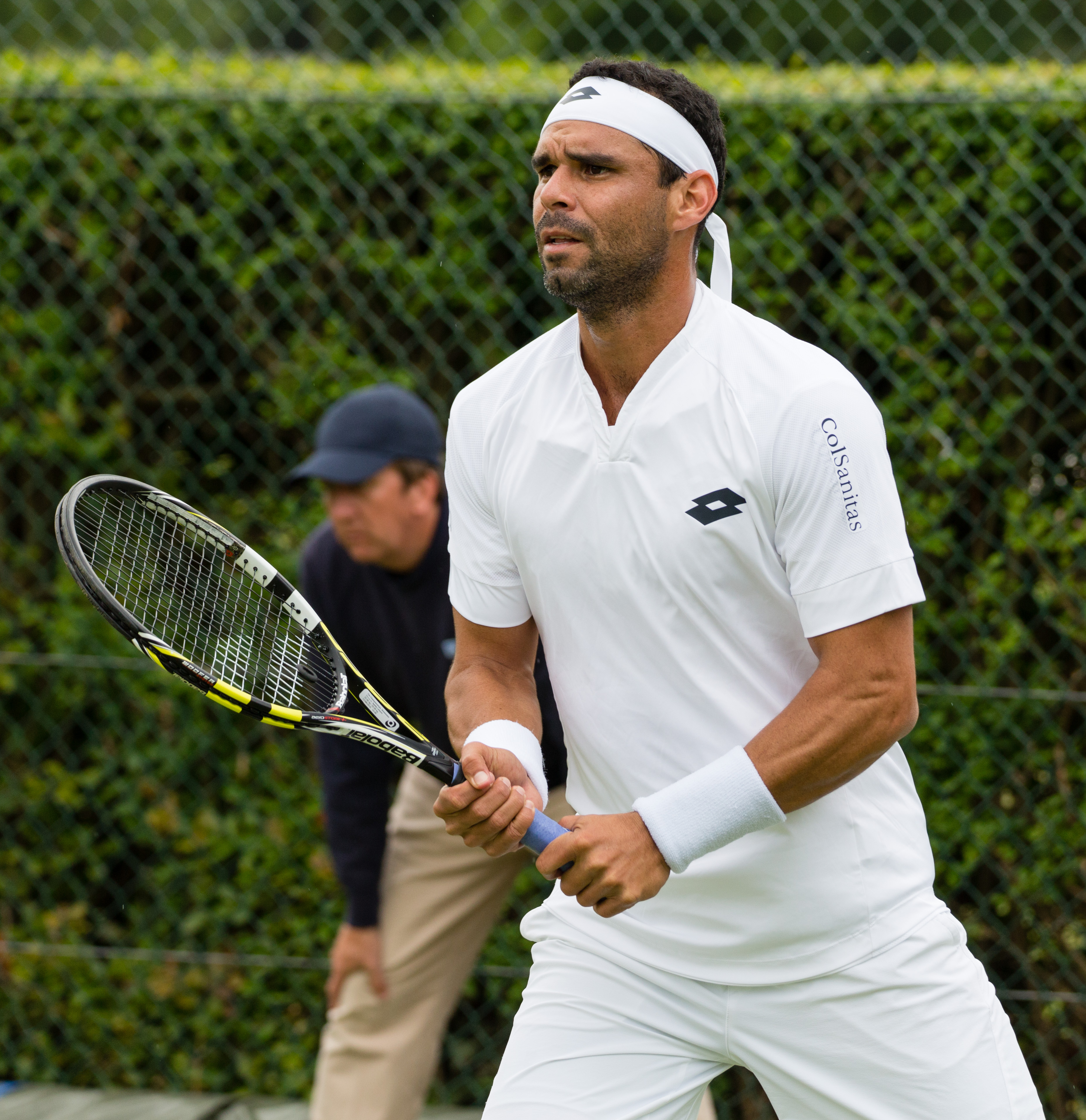
Alejandro Falla

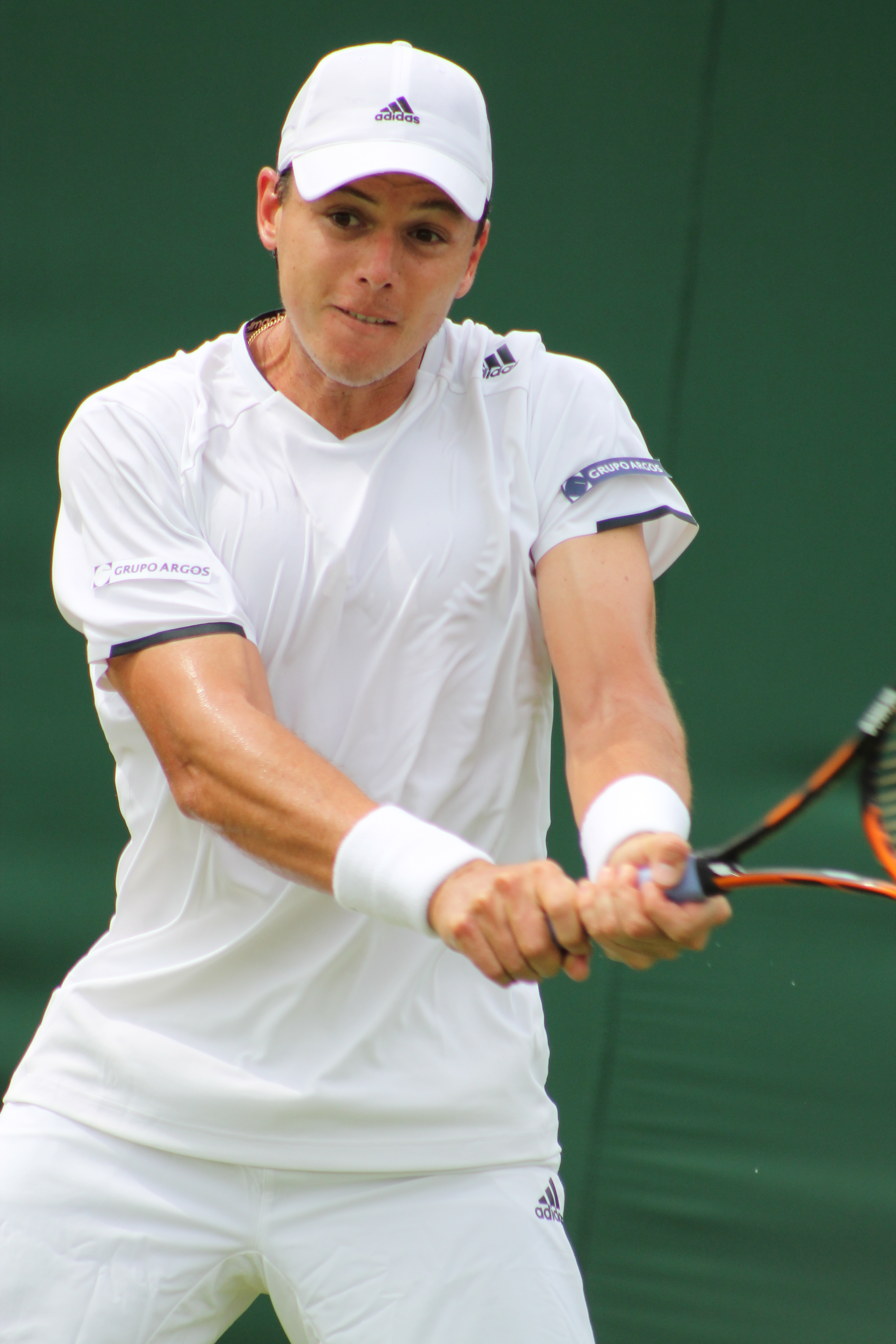
Alejandro González

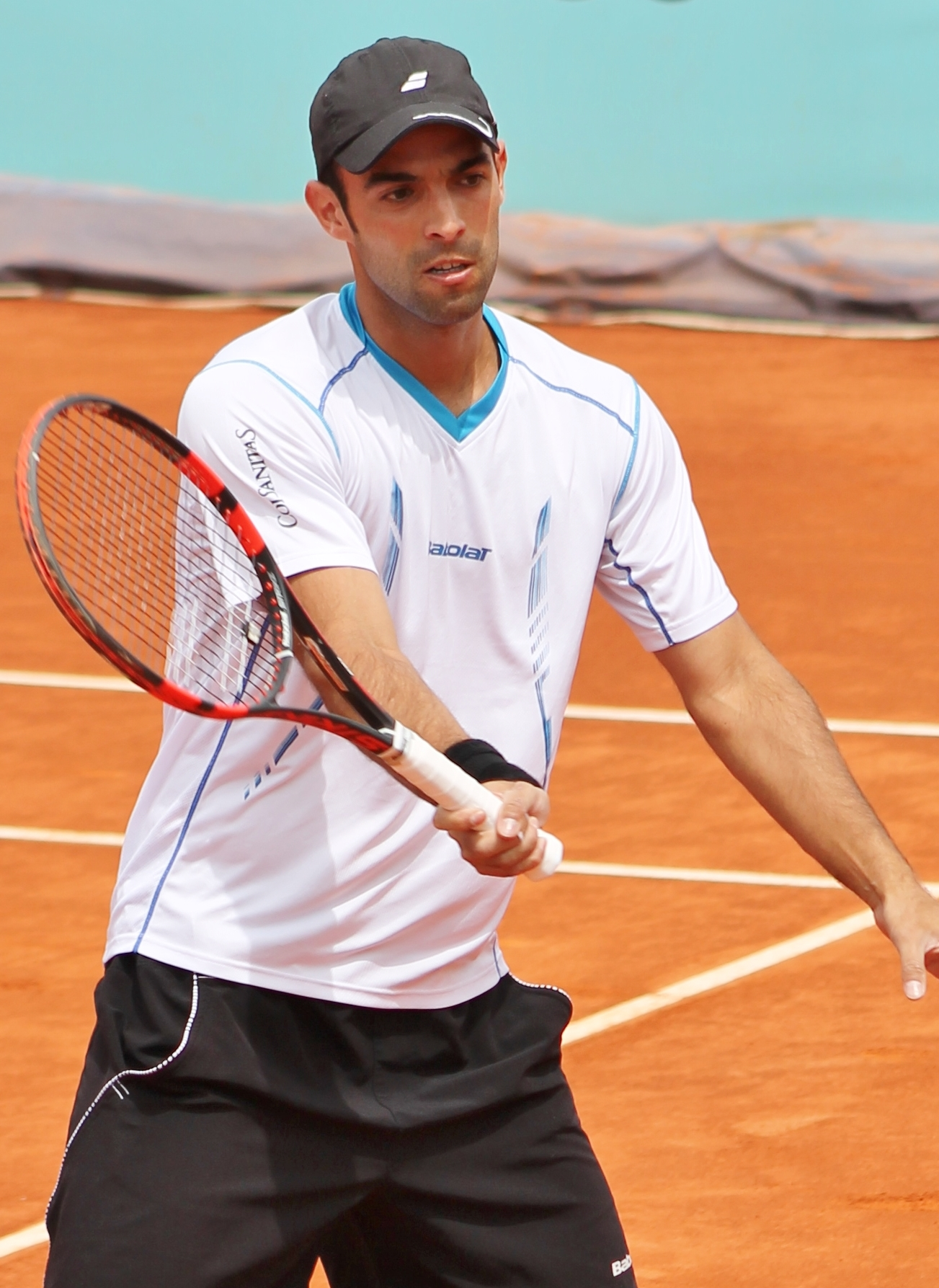
Juan Sebastián Cabal

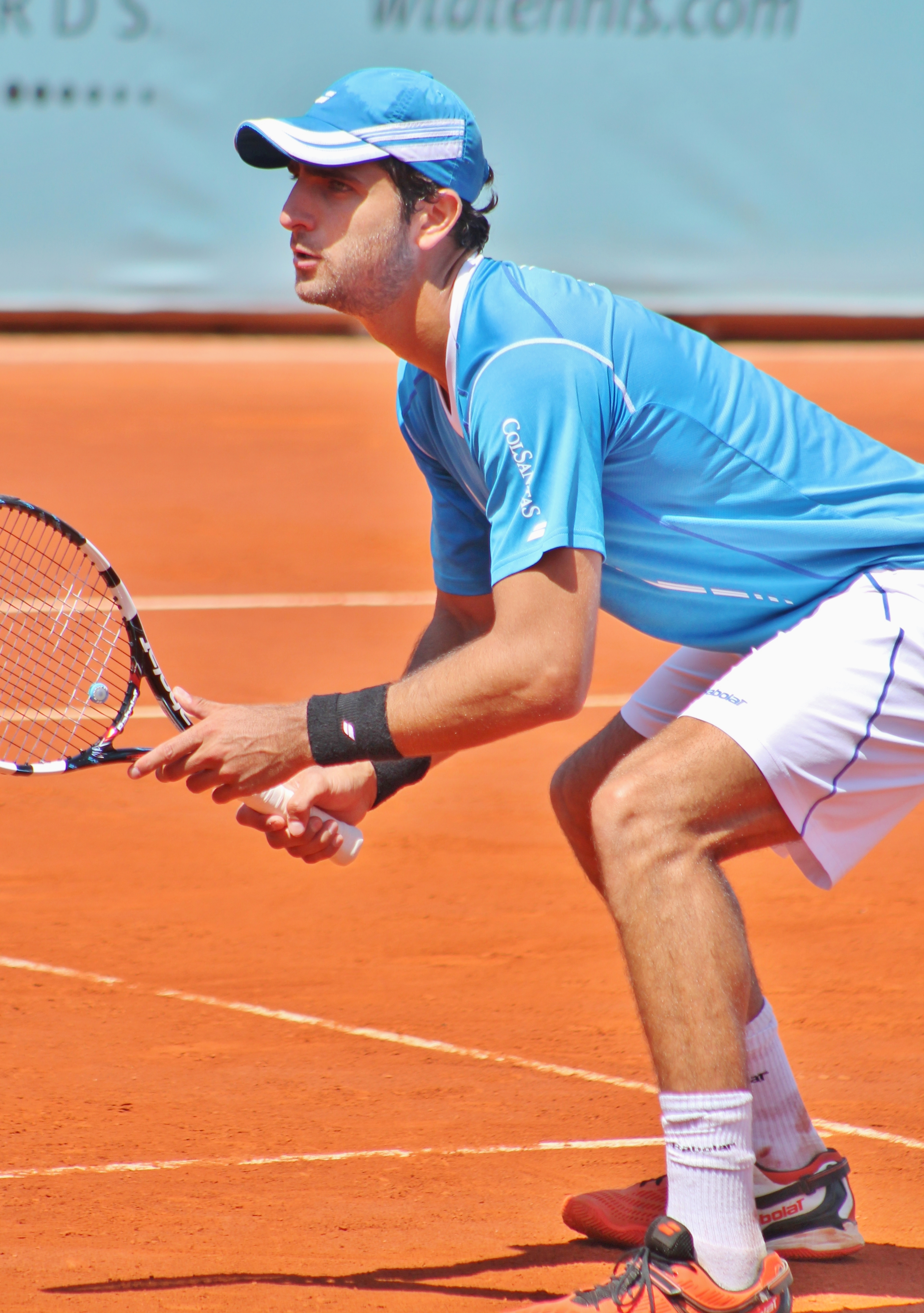
Robert Farah

- Actualizado al 12 de abril de 2017.

| Jugador                  | G-P (Total) | G-P (En singles) | G-P (En Dobles) | Debut |
| ------------------------ | ----------- | ---------------- | --------------- | ----- |
| Agudelo, Orlando         | 2–10        | 2–6              | 0–4             | 1973  |
| Aguirre, Hernando        | 1–0         | 0–0              | 1–0             | 1989  |
| Álvarez, William         | 5–10        | 3–7              | 2–3             | 1959  |
| Behar, Carlos            | 3–0         | 1–0              | 2–0             | 1981  |
| Betancur, Álvaro         | 2–8         | 2–6              | 0–2             | 1970  |
| Cabal, Juan Sebastián    | 14–7        | 7–2              | 7–5             | 2008  |
| Cortés, Jaime            | 7–8         | 6–5              | 1–3             | 1989  |
| Cortés, Alejandro        | 8–7         | 6–5              | 2–2             | 1979  |
| Cortés, José Alejandro   | 0–3         | 0–2              | 0–1             | 1961  |
| Drada, Carlos            | 1–2         | 1–1              | 0–1             | 1995  |
| Falla, Jorge             | 0–1         | 0–0              | 0–1             | 1988  |
| Falla, Alejandro         | 31–14       | 22–8             | 9–6             | 2001  |
| Farah, Robert            | 7–7         | 1–3              | 6–4             | 2010  |
| Giraldo, Santiago        | 19–12       | 25–13            | 0–0             | 2006  |
| Gómez, Carlos            | 2–3         | 1–2              | 1–1             | 1981  |
| Gómez, René              | 1–4         | 0–3              | 1–1             | 1983  |
| González, Pablo          | 8–18        | 7–12             | 1–6             | 2000  |
| González, Alejandro      | 3–1         | 3–1              | 0–0             | 2014  |
| González, Luis Arturo    | 2–5         | 2–4              | 0–1             | 1982  |
| Hadad, Mauricio          | 35–11       | 23–5             | 12–6            | 1989  |
| Isaza, Daniel            | 0–3         | 0–2              | 0–1             | 2003  |
| Jiménez, Alberto         | 1–0         | 1–0              | 0–0             | 1981  |
| Jordan, Álvaro           | 26–17       | 20–10            | 6–7             | 1984  |
| Moggio, Philippe         | 1–5         | 1–4              | 0–1             | 1996  |
| Molina, Iván             | 22–24       | 15–14            | 7–10            | 1970  |
| Monroy, Gabriel          | 1–1         | 1–1              | 0–0             | 1981  |
| Perczek, Rubén           | 0–2         | 0–1              | 0–1             | 1984  |
| Posso, Mauricio          | 1–1         | 1–0              | 0–1             | 1979  |
| Quintero, Michael        | 13–8        | 12–3             | 1–5             | 2000  |
| Ramírez, Rodrigo         | 0–1         | 0–1              | 0–0             | 1976  |
| Ramírez, Sergio          | 0–1         | 0–1              | 0–0             | 2005  |
| Restrepo, Javier         | 0–6         | 0–4              | 0–2             | 1973  |
| Rincón, Mario            | 5–13        | 2–11             | 3–2             | 1987  |
| Rincón, Eduardo          | 3–6         | 3–6              | 0–0             | 1997  |
| Rodríguez Sánchez, Oscar | 0–1         | 0–1              | 0–0             | 2005  |
| Salamanca, Carlos        | 13–11       | 3–4              | 10–7            | 2002  |
| Salas, Hernando          | 2–4         | 1–3              | 1–1             | 1959  |
| Tobón, Miguel            | 24–26       | 12–18            | 12–8            | 1981  |
| Tolles, Rubén            | 0–2         | 0–1              | 0–1             | 2000  |
| Varela, Rodolfo          | 0–1         | 0–1              | 0-0             | 1995  |
| Velasco, Jairo           | 33–23       | 24–12            | 9–11            | 1969  |
| Velasco, Nunil           | 0–1         | 0–0              | 0–1             | 1973  |

## Las 112 Series del Equipo de Copa Davis de Colombia en la Historia
| Año  | #   | Competición                  | Fecha                       | Lugar                           | Oponente              | Marcador | Resultado              |
| ---- | --- | ---------------------------- | --------------------------- | ------------------------------- | --------------------- | -------- | ---------------------- |
| 1959 | 1   | Ronda Europea                | Mayo 1 – 3                  | Beirut, Líbano                  | Líbano                | 4 – 1    | Ronda Europea Fase I   |
| 1959 | 2   | Ronda Europea                | Mayo 14 – 16                | Bournemouth, Inglaterra         | Sudáfrica             | 0 – 5    | Ronda Europea Fase II  |
| 1961 | 3   | Zona Americana               | Abril 29 – Mayo 1           | Guayaquil, Ecuador              | Ecuador               | 0 – 5    | Primera Fase           |
| 1969 | 4   | Zona Americana               | Mayo 2 – 5                  | Caracas, Venezuela              | Venezuela             | 3 – 2    | Primera Fase           |
| 1969 | 5   | Zona Americana               | Mayo 16 – 18                | Bogotá, Colombia                | Brasil                | 2 – 3    | Segunda Fase           |
| 1970 | 6   | Zona Americana               | Abril 4 – 6                 | Bogotá, Colombia                | Ecuador               | 3 – 2    | Primera Fase           |
| 1970 | 7   | Zona Americana               | Abril 11 – 13               | Bogotá, Colombia                | Uruguay               | 5 – 0    | Segunda Fase           |
| 1970 | 8   | Zona Americana               | Junio 14 – 16               | Bogotá, Colombia                | Brasil                | 2 – 3    | Tercera Fase           |
| 1971 | 9   | Zona Americana               | Marzo 19 – 21               | Bogotá, Colombia                | Chile                 | 2 – 3    | Primera Fase           |
| 1972 | 10  | Zona Americana               | Marzo 20 – 22               | Guayaquil, Ecuador              | Ecuador               | 4 – 1    | Primera Fase           |
| 1972 | 11  | Zona Americana               | Abril 8 – 10                | Santiago de Chile, Chile        | Chile                 | 1 – 4    | Segunda Fase           |
| 1973 | 12  | Zona Americana               | Febrero 23 – 25             | Bogotá, Colombia                | Canadá                | 4 – 1    | Primera Fase           |
| 1973 | 13  | Zona Americana               | Marzo 9 – 11                | Bogotá, Colombia                | Indias Occidentales   | 3 – 2    | Segunda Fase           |
| 1973 | 14  | Zona Americana               | Marzo 23 – 25               | Ciudad de México, México        | México                | 0 – 5    | Tercera Fase           |
| 1973 | 15  | Zona Americana               | Noviembre 23 – 25           | Bogotá, Colombia                | Venezuela             | 3 – 2    | Primera Fase           |
| 1973 | 16  | Zona Americana               | Diciembre 7 – 9             | Cali, Colombia                  | México                | 4 – 1    | Segunda Fase           |
| 1974 | 17  | Zona Americana               | Enero 11 – 13               | Bogotá, Colombia                | Estados Unidos        | 4 – 1    | Tercera Fase           |
| 1974 | 18  | Zona Americana               | Mayo 10 – 12                | Bogotá, Colombia                | Sudáfrica             | 2 – 3    | Final Interzonal       |
| 1975 | 19  | Zona Americana               | Octubre 17 – 19             | Montreal, Canadá                | Canadá                | 0 – 5    | Primera Fase           |
| 1976 | 20  | Zona Americana               | Octubre 8 – 10              | Caracas, Venezuela              | Venezuela             | 2 – 3    | Primera Fase           |
| 1977 | 21  | Zona Americana               | Diciembre 15 – 17           | Johannesburgo, Sudáfrica        | Sudáfrica             | 1 – 4    | Primera Fase           |
| 1978 | 22  | Zona Americana               | Octubre 27 – 29             | Bogotá, Colombia                | Venezuela             | 4 – 1    | Primera Fase           |
| 1978 | 23  | Zona Americana               | Diciembre 8 – 10            | Ciudad de México, México        | México                | 3 – 2    | Segunda Fase           |
| 1979 | 24  | Zona Americana               | Marzo 16 – 18               | Cleveland, Estados Unidos       | Estados Unidos        | 0 – 5    | Tercera Fase           |
| 1979 | 25  | Zona Americana               | Octubre 27 – 29             | Caracas, Venezuela              | Venezuela             | 1 – 4    | Primera Fase           |
| 1981 | 26  | Zona Americana               | Enero 9 – 11                | Bogotá, Colombia                | Canadá                | 3 – 2    | Primera Fase           |
| 1981 | 27  | Zona Americana               | Febrero 13 – 15             | Caracas, Venezuela              | Venezuela             | 5 – 0    | Segunda Fase           |
| 1981 | 28  | Zona Americana               | Marzo 6 – 8                 | Bogotá, Colombia                | Chile                 | 2 – 3    | Permanencia Grupo I    |
| 1982 | 29  | Zona Americana               | Junio 22 – 24               | Bogotá, Colombia                | Indias Occidentales   | 5 – 0    | Primera Fase           |
| 1982 | 30  | Zona Americana               | Marzo 5 – 7                 | Montreal, Canadá                | Canadá                | 1 – 3    | Segunda Fase           |
| 1983 | 31  | Zona Americana               | Marzo 4 – 6                 | Bogotá, Colombia                | Brasil                | 0 – 5    | Primera Fase           |
| 1984 | 32  | Zona Americana               | Enero 13 – 15               | Santiago de Chile, Chile        | Chile                 | 0 – 5    | Primera Fase           |
| 1985 | 33  | Zona Americana               | Marzo 8 – 10                | Montevideo, Uruguay             | Uruguay               | 3 – 2    | Primera Fase           |
| 1985 | 34  | Zona Americana               | Agosto 2 – 4                | Porto Alegre, Brasil            | Brasil                | 1 – 4    | Primera Fase           |
| 1986 | 35  | Zona Americana               | Marzo 7 – 9                 | Bogotá, Colombia                | Perú                  | 0 – 4    | Primera Fase           |
| 1987 | 36  | Zona Americana               | Enero 30 – Febrero 1        | Bogotá, Colombia                | Uruguay               | 0 – 5    | Descenso Grupo II      |
| 1988 | 37  | Zona Americana Grupo II      | Febrero 5 – 7               | Caracas, Venezuela              | Venezuela             | 1 – 4    | Primera Fase Grupo II  |
| 1989 | 38  | Zona Americana Grupo II      | Febrero 3 – 5               | Bogotá, Colombia                | Cuba                  | 1 – 4    | Primera Fase Grupo II  |
| 1990 | 39  | Zona Americana Grupo II      | Febrero 2 – 4               | Cali, Colombia                  | Guatemala             | 4 – 1    | Primera Fase Grupo II  |
| 1990 | 40  | Zona Americana Grupo II      | 30 de marzo – 1 de abril    | Sto Domingo, Rep. Dominicana    | República Dominicana  | 4 – 1    | Segunda Fase Grupo II  |
| 1990 | 41  | Zona Americana Grupo II      | Junio 15 – 17               | Saint Peter, Barbados           | Barbados              | 4 – 1    | Tercera Fase Grupo II  |
| 1990 | 42  | Zona Americana Grupo II      | Julio 20 – 22               | La Habana, Cuba                 | Cuba                  | 2 – 3    | Permanencia Grupo II   |
| 1991 | 43  | Zona Americana Grupo II      | Febrero 2 – 4               | Kingston, Jamaica               | Jamaica               | 3 – 2    | Primera Fase Grupo II  |
| 1991 | 44  | Zona Americana Grupo II      | Marzo 29 – 31               | Saint John, Indias Occidentales | Indias Occidentales   | 5 – 0    | Segunda Fase Grupo II  |
| 1991 | 45  | Zona Americana Grupo II      | Julio 19 – 21               | Cali, Colombia                  | Bahamas               | 4 – 1    | Tercera Fase Grupo II  |
| 1991 | 46  | Zona Americana Grupo II      | Septiembre 20 – 22          | Medellín, Colombia              | Chile                 | 1 – 3    | Permanencia Grupo II   |
| 1992 | 47  | Zona Americana Grupo II      | Enero 31 – Febrero 2        | Cali, Colombia                  | Barbados              | 5 – 0    | Primera Fase Grupo II  |
| 1992 | 48  | Zona Americana Grupo II      | Marzo 27 – 29               | Cali, Colombia                  | Venezuela             | 2 – 3    | Permanencia Grupo II   |
| 1993 | 49  | Zona Americana Grupo II      | Febrero 5 – 7               | Lima, Perú                      | Perú                  | 2 – 3    | Primera Fase Grupo II  |
| 1993 | 50  | Zona Americana Grupo II      | Marzo 26 – 28               | Bogotá, Colombia                | República Dominicana  | 4 – 1    | Permanencia Grupo II   |
| 1994 | 51  | Zona Americana Grupo II      | Febrero 3 – 5               | Ciudad de Guatemala, Guatemala  | Guatemala             | 5 – 0    | Primera Fase Grupo II  |
| 1994 | 52  | Zona Americana Grupo II      | Marzo 25 – 27               | Bogotá, Colombia                | Canadá                | 2 – 3    | Permanencia Grupo II   |
| 1995 | 53  | Zona Americana Grupo II      | Febrero 3 – 5               | Asunción, Paraguay              | Paraguay              | 3 – 2    | Primera Fase Grupo II  |
| 1995 | 54  | Zona Americana Grupo II      | 31 de marzo 31 – 2 de abril | Kelowna, Canadá                 | Canadá                | 0 – 5    | Permanencia Grupo II   |
| 1996 | 55  | Zona Americana Grupo II      | 9-11 de febrero             | Bogotá, Colombia                | Puerto Rico           | 5 – 0    | Primera Fase Grupo II  |
| 1996 | 56  | Zona Americana Grupo II      | Septiembre 20 – 22          | Montevideo, Uruguay             | Uruguay               | 2 – 3    | Permanencia Grupo II   |
| 1997 | 57  | Zona Americana Grupo II      | Febrero 7 – 9               | San Juan, Puerto Rico           | Puerto Rico           | 3 – 2    | Primera Fase Grupo II  |
| 1997 | 58  | Zona Americana Grupo II      | Abril 4 – 6                 | Cali, Colombia                  | Perú                  | 5 – 0    | Segunda Fase Grupo II  |
| 1997 | 59  | Zona Americana Grupo II      | Septiembre 19 – 21          | Bogotá, Colombia                | Uruguay               | 4 – 1    | Ascenso Grupo I        |
| 1998 | 60  | Zona Americana Grupo I       | Febrero 13 – 15             | Buenos Aires, Argentina         | Argentina             | 0 – 5    | Primera Fase Grupo I   |
| 1998 | 61  | Zona Americana Grupo I       | Abril 2 – 4                 | Santiago de Chile, Chile        | Chile                 | 0 – 5    | Segunda Fase Grupo I   |
| 1998 | 62  | Zona Americana Grupo I       | Septiembre 25 – 27          | Cali, Colombia                  | México                | 3 – 2    | Primera Fase Grupo I   |
| 1999 | 63  | Zona Americana Grupo I       | Febrero 12 – 14             | Cali, Colombia                  | Canadá                | 3 – 2    | Primera Fase Grupo I   |
| 1999 | 64  | Zona Americana Grupo I       | Abril 2 – 4                 | Bogotá, Colombia                | Chile                 | 0 – 5    | Permanencia Grupo I    |
| 2000 | 65  | Zona Americana Grupo I       | Febrero 4 – 6               | Bogotá, Colombia                | Ecuador               | 0 – 5    | Primera Fase Grupo I   |
| 2000 | 66  | Zona Americana Grupo I       | Julio 21 – 23               | Nassau, Bahamas                 | Bahamas               | 2 – 3    | Segunda Fase Grupo I   |
| 2000 | 67  | Zona Americana Grupo I       | Octubre 6 – 8               | Bogotá, Colombia                | Argentina             | 1 – 4    | Descenso Grupo II      |
| 2001 | 68  | Zona Americana Grupo II      | Febrero 9 – 11              | Montevideo, Uruguay             | Uruguay               | 1 – 3    | Primera Fase Grupo II  |
| 2001 | 69  | Zona Americana Grupo II      | Abril 6 – 8                 | Bogotá, Colombia                | Costa Rica            | 5 – 0    | Permanencia Grupo II   |
| 2002 | 70  | Zona Americana Grupo II      | Febrero 8 – 10              | Villavicencio, Colombia         | Cuba                  | 5 – 0    | Primera Fase Grupo II  |
| 2002 | 71  | Zona Americana Grupo II      | Abril 5 – 7                 | Villavicencio, Colombia         | Uruguay               | 2 – 3    | Permanencia Grupo II   |
| 2003 | 72  | Zona Americana Grupo II      | Febrero 7 – 9               | La Habana, Cuba                 | Cuba                  | 0 – 5    | Primera Fase Grupo II  |
| 2003 | 73  | Zona Americana Grupo II      | Abril 4 – 6                 | Montevideo, Uruguay             | Uruguay               | 2 – 3    | Descenso Grupo III     |
| 2004 | 74  | Zona Americana Grupo III     | Febrero 4                   | Tegucigalpa, Honduras           | Honduras              | 3 – 0    | Primera Fase Grupo III |
| 2004 | 75  | Zona Americana Grupo III     | Febrero 5                   | Tegucigalpa, Honduras           | Panamá                | 3 – 0    | Primera Fase Grupo III |
| 2004 | 76  | Zona Americana Grupo III     | Febrero 6                   | Tegucigalpa, Honduras           | Bolivia               | 3 – 0    | Primera Fase Grupo III |
| 2004 | 77  | Zona Americana Grupo III     | Febrero 7                   | Tegucigalpa, Honduras           | Antillas Neerlandesas | 3 – 0    | Segunda Fase Grupo III |
| 2004 | 78  | Zona Americana Grupo III     | Febrero 8                   | Tegucigalpa, Honduras           | El Salvador           | 3 – 0    | Ascenso Grupo II       |
| 2005 | 79  | Zona Americana Grupo II      | Marzo 4 – 6                 | Bogotá, Colombia                | Brasil                | 0 – 5    | Primera Fase Grupo II  |
| 2005 | 80  | Zona Americana Grupo II      | Julio 15 – 17               | Bogotá, Colombia                | Bahamas               | 5 – 0    | Permanencia Grupo II   |
| 2006 | 81  | Zona Americana Grupo II      | Febrero 10 – 12             | Bogotá, Colombia                | Uruguay               | 4 – 1    | Primera Fase Grupo II  |
| 2006 | 82  | Zona Americana Grupo II      | Abril 7 – 9                 | Bogotá, Colombia                | Paraguay              | 4 – 1    | Segunda Fase Grupo II  |
| 2006 | 83  | Zona Americana Grupo II      | Abril 7 – 9                 | Sto Domingo, Rep. Dominicana    | República Dominicana  | 5 – 0    | Ascenso Grupo I        |
| 2007 | 84  | Zona Americana Grupo I       | Febrero 9 – 11              | Calgary, Canadá                 | Canadá                | 0 – 5    | Primera Fase Grupo I   |
| 2007 | 85  | Zona Americana Grupo I       | Septiembre 21 – 23          | Valencia, Venezuela             | Venezuela             | 4 – 1    | Permanencia Grupo I    |
| 2008 | 86  | Zona Americana Grupo I       | Febrero 8 – 10              | Punta del Este, Uruguay         | Uruguay               | 3 – 2    | Primera Fase Grupo I   |
| 2008 | 87  | Zona Americana Grupo I       | Abril 11 – 13               | Sorocaba, Brasil                | Brasil                | 1 – 4    | Permanencia Grupo I    |
| 2009 | 88  | Zona Americana Grupo I       | Marzo 8 – 10                | Bogotá, Colombia                | Uruguay               | 5 – 0    | Primera Fase Grupo I   |
| 2009 | 89  | Zona Americana Grupo I       | Mayo 8 – 10                 | Tunja, Colombia                 | Brasil                | 1 – 4    | Permanencia Grupo I    |
| 2010 | 90  | Zona Americana Grupo I       | Marzo 5 – 7                 | Bogotá, Colombia                | Canadá                | 4 – 1    | Repesca Grupo Mundial  |
| 2010 | 91  | Repesca Grupo Mundial        | Septiembre 17 – 19          | Bogotá, Colombia                | Estados Unidos        | 1 – 3    | Permanencia Grupo I    |
| 2011 | 92  | Zona Americana Grupo I       | Abril 4 – 6                 | Montevideo, Uruguay             | Uruguay               | 1 – 4    | Permanencia Grupo I    |
| 2011 | 93  | Zona Americana Grupo I       | Octubre 28 – 30             | Ciudad de México, México        | México                | 5 – 0    | Primera Fase Grupo I   |
| 2012 | 94  | Zona Americana Grupo I       | Febrero 10 – 12             | Salinas, Ecuador                | Ecuador               | 4 – 1    | Primera Fase Grupo I   |
| 2012 | 95  | Zona Americana Grupo I       | Abril 4 – 6                 | São José do Rio Preto, Brasil   | Brasil                | 1 – 4    | Segunda Fase Grupo I   |
| 2013 | 96  | Zona Americana Grupo I       | Abril 4 – 6                 | Cúcuta, Colombia                | Uruguay               | 5 – 0    | Repesca Grupo Mundial  |
| 2013 | 97  | Repesca Grupo Mundial        | Septiembre 13 – 15          | Tokio, Japón                    | Japón                 | 2 – 3    | Permanencia Grupo I    |
| 2014 | 98  | Zona Americana Grupo I       | Abril 4 – 6                 | Cali, Colombia                  | República Dominicana  | 4 – 1    | Repesca Grupo Mundial  |
| 2014 | 99  | Repesca Grupo Mundial        | Septiembre 12 – 14          | Halifax, Canadá                 | Canadá                | 2 – 3    | Permanencia Grupo I    |
| 2015 | 100 | Zona Americana Grupo I       | Marzo 6 – 8                 | Montevideo, Uruguay             | Uruguay               | 3 – 2    | Repesca Grupo Mundial  |
| 2015 | 101 | Repesca Grupo Mundial        | Septiembre 18 – 20          | Pereira, Colombia               | Japón                 | 2 – 3    | Permanencia Grupo I    |
| 2016 | 102 | Zona Americana Grupo I       | Julio 15 – 18               | Pereira, Colombia               | Chile                 | 1 – 3    | Segunda Fase Grupo I   |
| 2016 | 103 | Zona Americana Grupo I       | Septiembre 16 – 18          | Santiago, República Dominicana  | República Dominicana  | 4 – 1    | Permanencia Grupo I    |
| 2017 | 104 | Zona Americana Grupo I       | Abril 7 – 9                 | Medellín, Colombia              | Chile                 | 3 – 1    | Repesca Grupo Mundial  |
| 2017 | 105 | Repesca Grupo Mundial        | Septiembre 15 – 17          | Bogotá, Colombia                | Croacia               | 1 – 4    | Permanencia Grupo I    |
| 2018 | 106 | Zona Americana Grupo I       | Febrero 2 – 3               | Saint Michael, Barbados         | Barbados              | 4 – 0    | Segunda Fase Grupo I   |
| 2018 | 107 | Zona Americana Grupo I       | Abril 6 – 7                 | Barranquilla, Colombia          | Brasil                | 3 – 2    | Repesca Grupo Mundial  |
| 2018 | 108 | Repesca Grupo Mundial        | Septiembre 14 – 16          | San Juan, Argentina             | Argentina             | 0 – 4    | Repesca Grupo Mundial  |
| 2019 | 109 | Clasificatoria Grupo Mundial | Febrero 2 – 3               | Bogotá, Colombia                | Suecia                | 4 – 0    | Grupo Mundial          |
| 2019 | 110 | Finales Copa Davis 2019      | Noviembre 18                | Madrid, España                  | Bélgica               | 1 – 2    | Fase de grupos         |
| 2019 | 111 | Finales Copa Davis 2019      | Noviembre 19                | Madrid, España                  | Australia             | 0 – 3    | Fase de grupos         |
| 2020 | 112 | Clasificatoria Grupo Mundial | Marzo 6 – 7                 | Bogotá, Colombia                | Argentina             | 3 – 1    | Grupo Mundial          |